# عائلة غيم بوي أدفانس
عائلة غيم بوي أدفانس (بالإنجليزية: Game Boy Advance family)‏ هي عبارة عن عائلة أنظمة ألعاب الفيديو المحمولة التي تعمل بالبطارية من نينتندو تتكون من غيم بوي أدفانس ونسخه. اعتبارًا من 30 يونيو 2010، تم بيع 81.51 مليون وحدة في جميع أنحاء العالم. وهو جزء من عائلة غيم بوي، خلفه عائلة نينتندو دي أس في عام 2004.
باعت جميع طرازات عائلة غيم بوي أدفانس مجتمعة 81.51 مليون وحدة.

## التاريخ
| 2001 | غيم بوي أدفانس       |
| 2002 |                      |
| 2003 | غيم بوي أدفانس أس بي |
| 2004 |                      |
| 2005 | غيم بوي مايكرو       |

### غيم بوي أدفانس

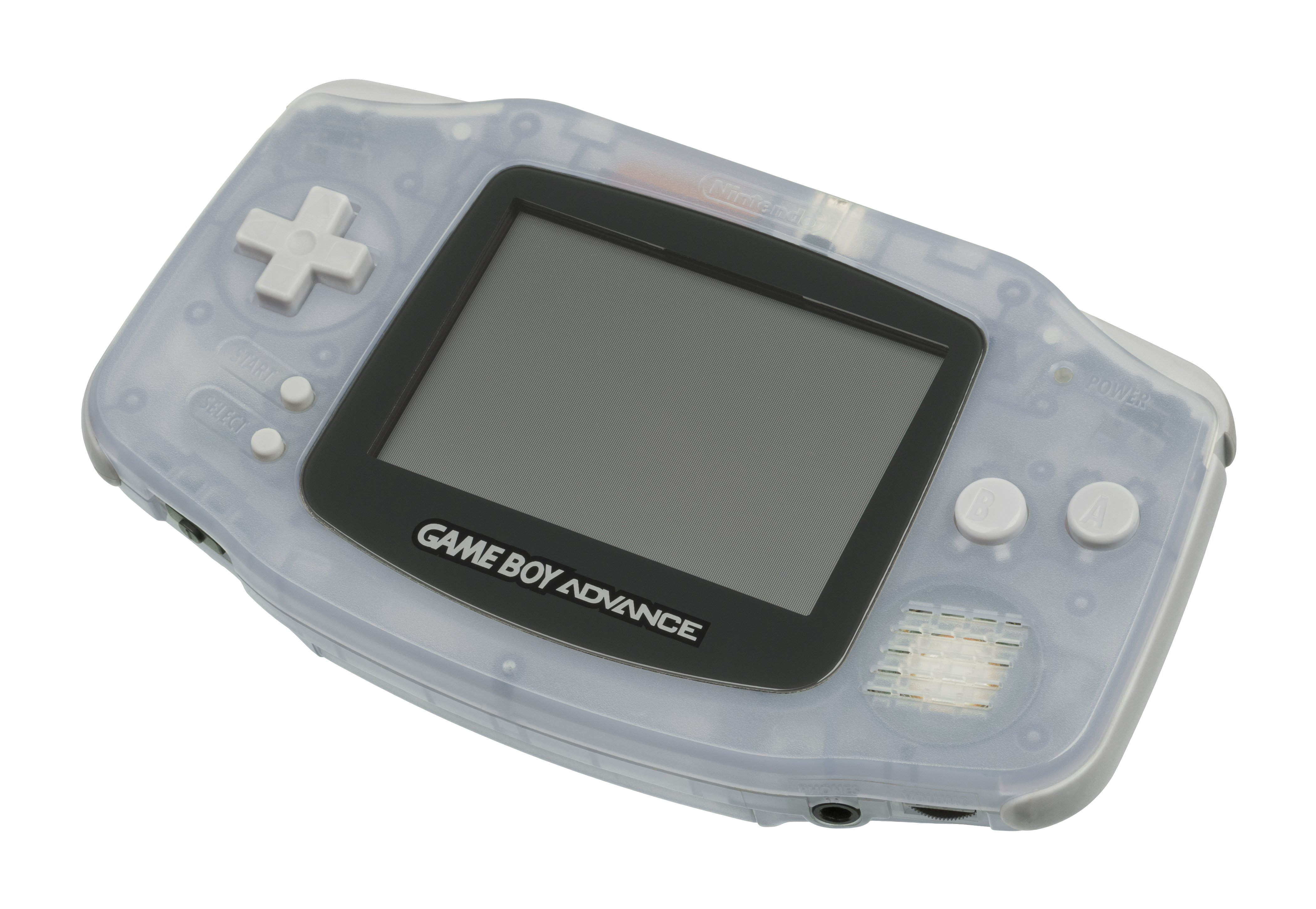
غيم بوي أدفانس

في اليابان، في 21 مارس 2001، أصدرت نينتندو ترقية كبيرة لخط غيم بوي. يتميز غيم بوي أدفانس (المشار إليه أيضًا باسم GBA) بوجود 32 بت 16.8 ميجا هرتز ARM. تضمنت معالج Z80 ومفتاحًا تم تنشيطه عن طريق إدخال لعبة غيم بوي أو غيم بوي كولر في الفتحة للتوافق مع الإصدارات السابقة، وشاشة أكبر وأعلى دقة. تم تعديل الضوابط بشكل طفيف مع إضافة أزرار الكتف "L" و "R". مثل غيم بوي لايت وغيم بوي كولر، تأخذ نظام غيم بوي أدفانس بطاريتين AA. تم تشبيه النظام تقنيًا بسوبر نينتندو إنترتينمنت سيستم وأظهر قوته من خلال المنافذ الناجحة لعناوين سوبر نينتندو مثل سوبر ماريو ورلد وسوبر ماريو ورلد 2: يوشيز آيلاند وذا ليجند أوف زيلدا: آه لينك تو ذا باست ودونكي كونغ كونتري. كانت هناك أيضًا عناوين جديدة لا يمكن العثور عليها إلا على غيم بوي أدفانس، مثل ماريو كارت: سوبر سركت وأف-زيرو: ماكسيموم فيلوسيتي وواريو لاند 4 وماريو أند لويجي: سوبرستار ساجا والمزيد. من عيوب غيم بوي أدفانس التي تم انتقادها على نطاق واسع أن الشاشة ليست مضاءة من الخلف ، مما يجعل المشاهدة صعبة في بعض الظروف. يبلغ طول خراطيش الخاصة بغيم بوي أدفانس نصف طول خراطيش غيم بوي الأصلية تقريبًا وخراطيش غيم بوي كولر، وبالتالي فإن خراطيش الأقدم ستخرج من الجزء العلوي من الوحدة. عند لعب الألعاب القديمة، توفر GBA خيار تشغيل اللعبة بدقة مربعة متساوية قياسية للشاشة الأصلية أو خيار تمديدها على شاشة GBA الأوسع. تتطابق لوحات الألوان المختارة لألعاب غيم بوي الأصلية مع ما كانت عليه في غيم بوي كولر. ألعاب غيم بوي كولر الوحيدة المعروفة بأنها غير متوافقة هي بوكيت ميوزك وتشي-تشاي ألين. كان الجهاز الأخير الذي يتطلب بطاريات عادية.

### غيم بوي أدفانس أس بي

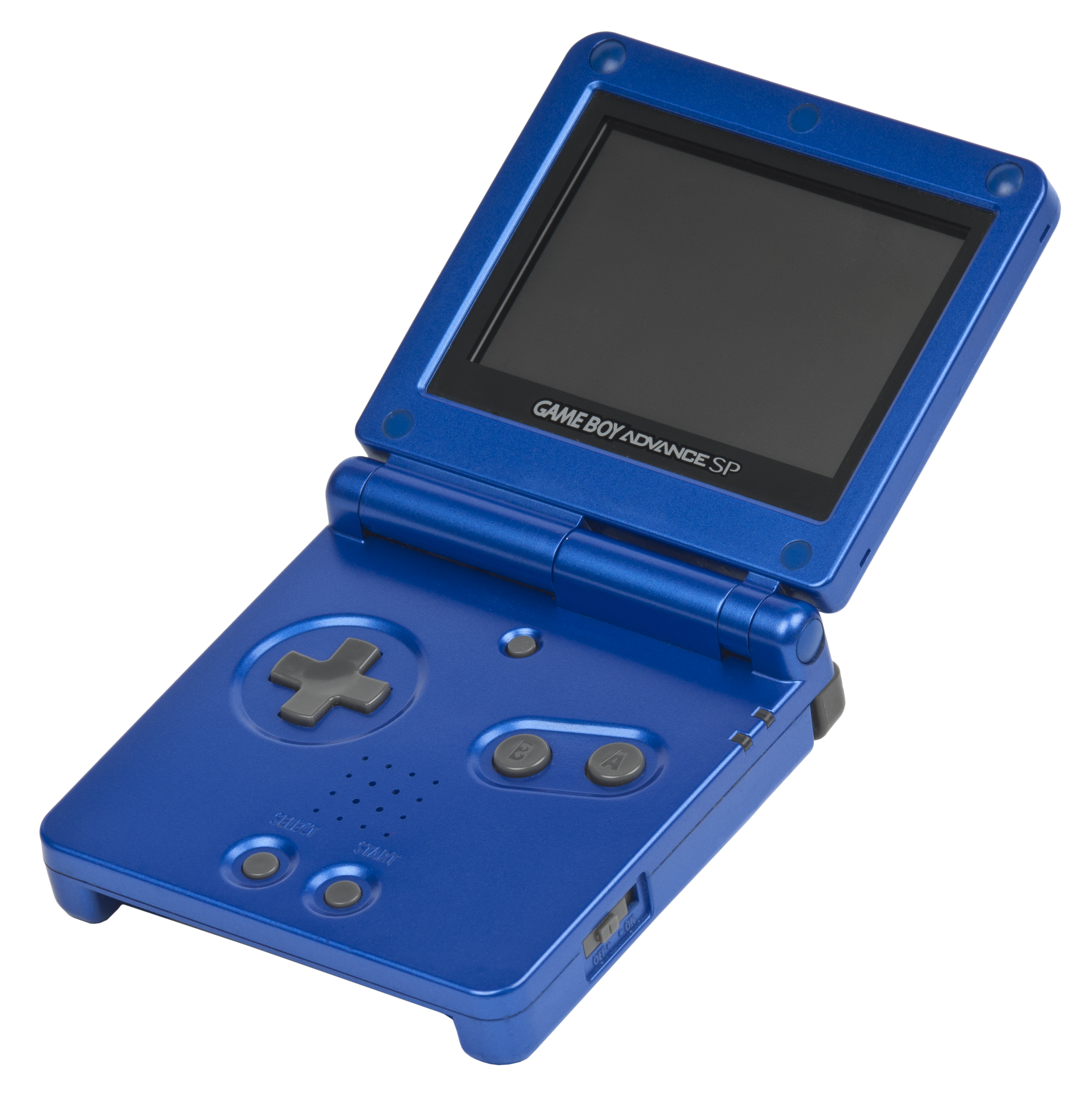
غيم بوي أدفانس أس بي

صدر لأول مرة في اليابان في 14 فبراير 2003، حل غيم بوي أدفانس أس بي — Nintendo model AGS-001 — العديد من المشاكل مع نموذج غيم بوي أدفانس الأصلي. تتميز بتصميم صدفي جديد أصغر مع شاشة قابلة للطي، ومصباح داخلي قابل للتحويل، وبطارية قابلة لإعادة الشحن لأول مرة، والمشكلة الوحيدة الملحوظة هي إغفال مقبس سماعة الرأس، والذي يتطلب محولًا خاصًا، يتم شراؤه بشكل منفصل. في سبتمبر 2005، أصدرت نينتندو غيم بوي أدفانس أس بي موديل AGS-101، والذي يتميز بشاشة عالية الجودة بإضاءة خلفية بدلاً من إضاءة أمامية، على غرار شاشة غيم بوي مايكرو ولكنها أكبر. كان هذا النظام هو النظام الأخير التي يمتاز بالتوافق مع الإصدارات السابقة مع ألعاب غيم بوي وغيم بوي كولر.

### غيم بوي مايكرو

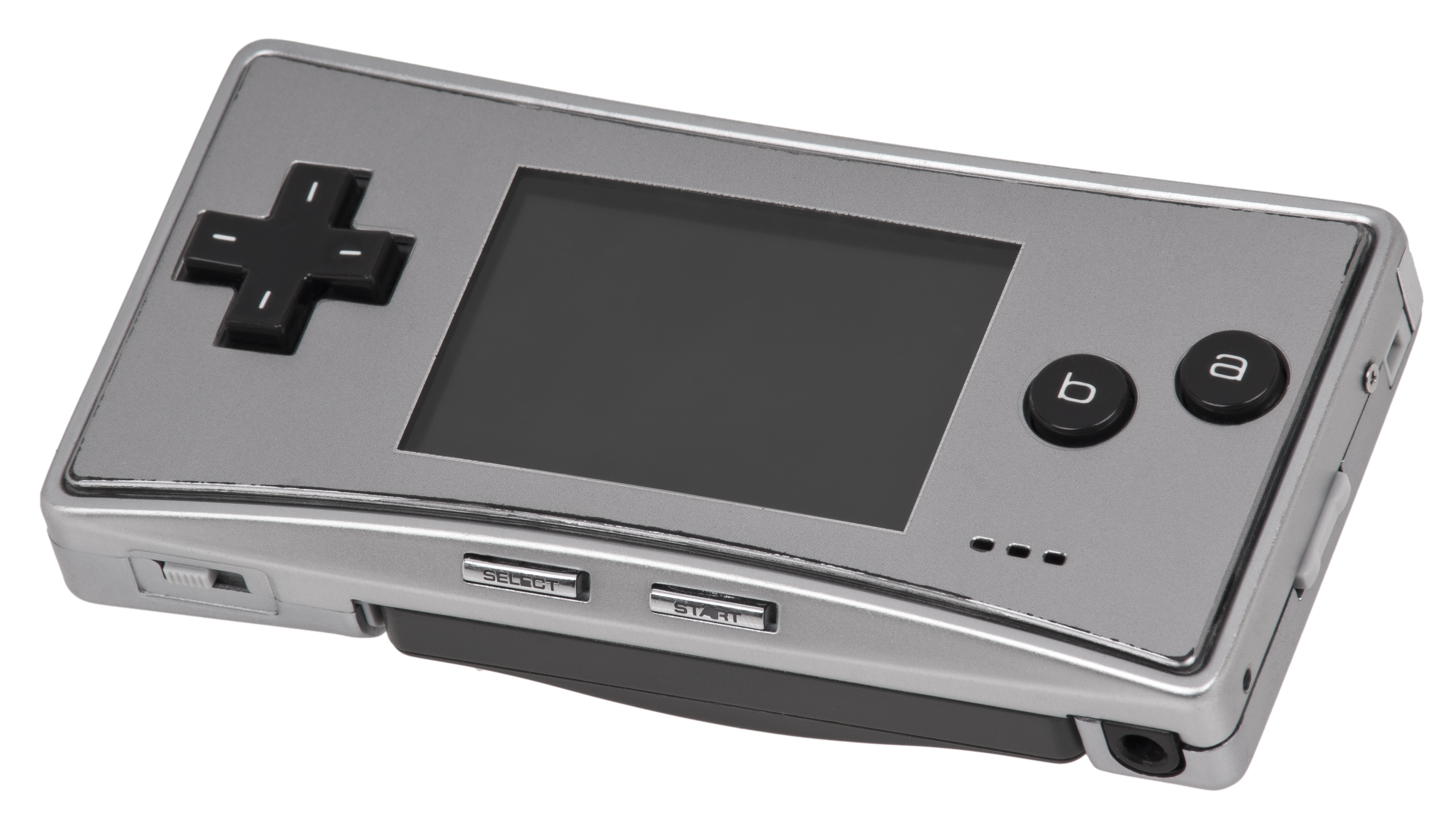
غيم بوي مايكرو

الشكل الثالث من نظام غيم بوي أدفانس، يبلغ عرض غيم بوي مايكرو أربع بوصات ونصف (10 سم) وطوله بوصتين (5 سم) ويزن 2.8 أوقية (80 جم). إلى حد بعيد، أصغر نظام غيم بوي تم إنشاؤها، لها نفس أبعاد وحدة تحكم إن إي إس الأصلية تقريبًا. يبلغ حجم شاشته حوالي 2/3 حجم شاشات إس بي وGBA مع الحفاظ على نفس الدقة (240 × 160 بكسل) ولكن الآن تتمتع بشاشة ذات إضاءة خلفية عالية الجودة مع سطوع قابل للتعديل. يشتمل النظام على لوحتين إضافيتين يمكن تبديلهما لمنح النظام مظهرًا جديدًا؛ باعت نينتندو أمريكا لوحات حماية إضافية في متجرها عبر الإنترنت. في أوروبا، يأتي غيم بوي مايكرو مع غطاء واحد. في اليابان، تم إصدار إصدار محدود خاص من غيم بوي مايكرو من موذر 3 مع اللعبة في صندوق موذر 3 ديلوكس. على عكس غيم بوي أدفانس، وغيم بوي أدفانس أس بي، فإن غيم بوي مايكرو غير قادر على تشغيل أي من ألعاب غيم بوي كولر، وغيم بوي، فقط يشغل ألعاب غيم بوي أدفانس (باستثناء نينتندو إي-ريدر، الذي توقف في أمريكا، لكنها لا تزال متوفرة في اليابان).

## المقارنة
| الإسم                   | غيم بوي مايكرو | غيم بوي أدفانس أس بي | غيم بوي أدفانس |
| الشعار                  | | | |
| ----------------------- | --- | --- | --- |
| الصورة                  | | | |
| تاريخ الإصدار           | اليابان 13 سبتمبر 2005 أ.ش. 19 سبتمبر 2005 أوروبا 4 نوفمبر 2005 أوس 3 نوفمبر 2005                                 | اليابان 14 فبراير 2003 أ.ش. 23 مارس 2003 بال 28 مارس 2003                                                                    | اليابان 21 مارس 2001 أ.ش. 11 يونيو 2001 بال 22 يونيو 2001                                                                    |
| سعر الإطلاق             | ¥12,000 US$99.99 €99.99 A$?                                                                                       | ¥12,500 US$99 €129.99 A$199.99                                                                                               | ¥9,800 US$99.99 €109,99 A$?                                                                                                  |
| الوحدات المباعة         | حول العالم: 81.51 مليون (اعتبارا من 31 ديسمبر 2013).                                                              | حول العالم: 81.51 مليون (اعتبارا من 31 ديسمبر 2013).                                                                         | حول العالم: 81.51 مليون (اعتبارا من 31 ديسمبر 2013).                                                                         |
| اللعبة الأكثر مبيعًا     | بوكيمون روبي وسابفاير: 13 مليون مجتمعين (اعتبارا من 25 نوفمبر 2004)                                               | بوكيمون روبي وسابفاير: 13 مليون مجتمعين (اعتبارا من 25 نوفمبر 2004)                                                          | بوكيمون روبي وسابفاير: 13 مليون مجتمعين (اعتبارا من 25 نوفمبر 2004)                                                          |
| العرض                   | 2 بوصة (51 مـم)                                                                                                   | 2.9 بوصة (74 مـم) | 2.9 بوصة (74 مـم) |
| العرض                   | 240 × 160 بكسل (38400 بكسل)                                                                                       | | |
| العرض                   | 511 لونًا متزامنًا في وضع الشخصية 32768 لونًا متزامنًا في وضع الصورة النقطية                                          | | |
| العرض                   | الإضاءة الخلفية - 5 مستويات سطوع                                                                                  | مفتاح تبديل إضاءة / إيقاف تشغيل المصباح الأمامي (AGS-001) تبديل الإضاءة الخلفية ساطع / عادي (AGS-101)                        | لا توجد إضاءة خلفية |
| الصوت                   | 6 قنوات (قناتان "دايركت ساوند" PCM 8 بت، بالإضافة إلى 4 قنوات من غيم بوي)                                         | 6 قنوات (قناتان "دايركت ساوند" PCM 8 بت، بالإضافة إلى 4 قنوات من غيم بوي)                                                    | 6 قنوات (قناتان "دايركت ساوند" PCM 8 بت، بالإضافة إلى 4 قنوات من غيم بوي)                                                    |
| الصوت                   | مكبر صوت أحادي | | |
| الصوت                   | مقبس سماعة رأس استريو (أساسي)                                                                                     | مقبس سماعة رأس استريو (لسماعات الرأس المصممة خصيصًا لغيم بوي أدفانس أس بي أو باستخدام محول سماعة الرأس)                       | مقبس سماعة رأس استريو (أساسي)                                                                                                |
| المعالج                 | 16.8 ميجا هرتز 32 بت ARM7TDMI                                                                                     | 16.8 ميجا هرتز 32 بت ARM7TDMI معالج مساعد 8 ميجاهرتز 8 بت لتوافق غيم بوي وغيم بوي كولر، وكمولد نغمات في ألعاب غيم بوي أدفانس | 16.8 ميجا هرتز 32 بت ARM7TDMI معالج مساعد 8 ميجاهرتز 8 بت لتوافق غيم بوي وغيم بوي كولر، وكمولد نغمات في ألعاب غيم بوي أدفانس |
| الذاكرة                 | 256 كيلو بايت WRAM (خارج وحدة المعالجة المركزية) 32 كيلو بايت + 96 كيلو بايت VRAM (داخلي لوحدة المعالجة المركزية) | 256 كيلو بايت WRAM (خارج وحدة المعالجة المركزية) 32 كيلو بايت + 96 كيلو بايت VRAM (داخلي لوحدة المعالجة المركزية)            | 256 كيلو بايت WRAM (خارج وحدة المعالجة المركزية) 32 كيلو بايت + 96 كيلو بايت VRAM (داخلي لوحدة المعالجة المركزية)            |
| وسائط ملموسة            | خرطوشة روم غيم بوي أدفانس (2-32 ميجابايت)                                                                         | خرطوشة روم غيم بوي أدفانس (2-32 ميجابايت) خرطوشة غيم بوي كولر/ خرطوشة غيم بوي (32 كيلو بايت - 1 ميجا بايت)                   | خرطوشة روم غيم بوي أدفانس (2-32 ميجابايت) خرطوشة غيم بوي كولر/ خرطوشة غيم بوي (32 كيلو بايت - 1 ميجا بايت)                   |
| أزرار يد التحكم         | - دي باد - A/B ،L/R، وأزرار START/SELECT                                                                          | - دي باد - A/B ،L/R، وأزرار START/SELECT                                                                                     | - دي باد - A/B ،L/R، وأزرار START/SELECT                                                                                     |
| البطاريات               | بطارية ليثيوم أيون 460 مللي أمبير - 10 ساعات                                                                      | بطارية ليثيوم أيون 700 مللي أمبير - 18 ساعة (AGS-001 ضوء مطفأ) / 10 ساعات (AGS-001 ضوء مضاء)                                 | بطاريتان مقاس AA - 15 ساعة (يعتمد على الخرطوشة الذي يتم تشغيله وإعداد مستوى الصوت)                                           |
| الوزن                   | 80 غرام (2.8 أونصة)                                                                                               | 142 غرام (5.0 أونصة) | 140 غرام (4.9 أونصة) |
| الأبعاد                 | 101 مـم (4.0 بوصة) W 50 مـم (2.0 بوصة) H 17.2 مـم (0.68 بوصة) D                                                   | 84 مـم (3.3 بوصة) W 82 مـم (3.2 بوصة) H 24 مـم (0.94 بوصة) D                                                                 | 144 مـم (5.7 بوصة) W 82 مـم (3.2 بوصة) H 24.5 مـم (0.96 بوصة) D                                                              |
| التوافق مع إصدارات أقدم | — | غيم بوي / غيم بوي كولر | غيم بوي / غيم بوي كولر |

مقارنة حجم خط غيم بوي أدفانس
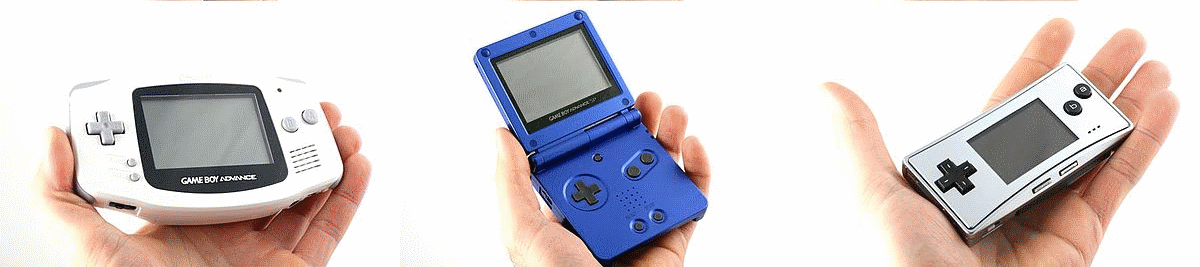
مقارنة أحجام بعض أنظمة غيم بوي أدفانس، من اليسار: غيم بوي أدفانس (2001)، غيم بوي أدفانس أس بي (2003)، غيم بوي مايكرو (2005).

## خراطيش الألعاب

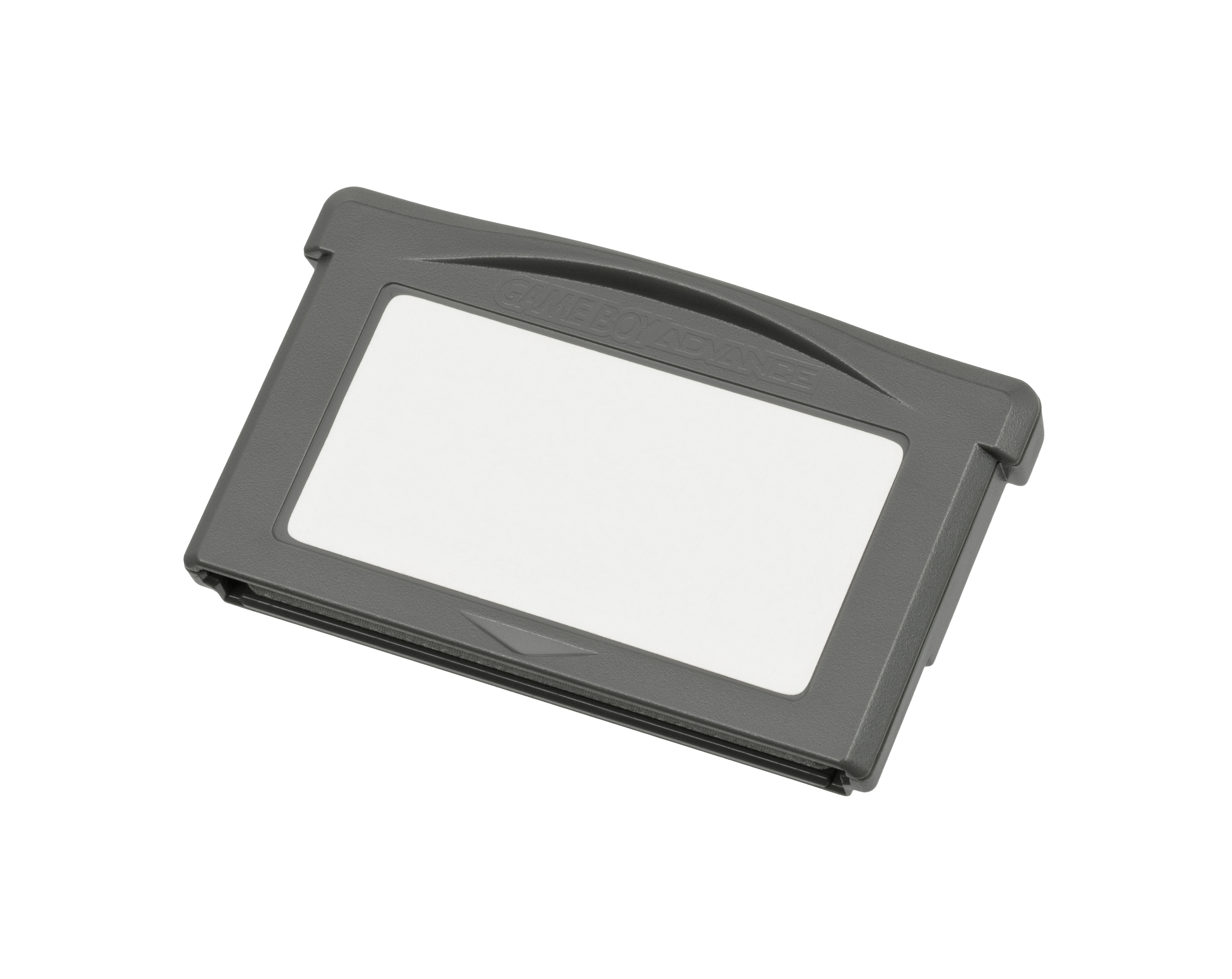
خرطوشة غيم بوي أدفانس.

تستخدم خراطيش غيم بوي أدفانس ميزة الإغلاق المادي. توجد الشقوق في قاعدة الزاويتين الخلفيتين للخرطوشة. يتم وضع إحدى هذه الشقوق لتجنب الضغط على مفتاح داخل فتحة الخرطوشة. عندما يتم إدخال لعبة غيم بوي أو غيم بوي كولر قديمة في فتحة الخرطوشة، يتم الضغط على المفتاح لأسفل ويبدأ غيم بوي أدفانس في وضع غيم بوي كولر، لكن خرطوشة غيم بوي أدفانس لا تلمس المفتاح ويبدأ النظام في وضع غيم بوي أدفانس. يستبدل نينتندو دي أس المفتاح بقطعة صلبة من البلاستيك تسمح بإدخال خراطيش غيم بوي أدفانس في الفتحة 2 ، ولكنها تمنع إدخال خرطوشة غيم بوي القديمة بالكامل في الفتحة.
خراطيش أدفانس (بالإنجليزية: Advance cartridges)‏ (المعروفة أيضًا باسم الفئة د) هي نصف حجم جميع الخراطيش السابقة ومتوافقة مع غيم بوي أدفانس والأنظمة اللاحقة بما في ذلك نينتندو دي أس. يتم تلوين بعض الخراطيش لتشبه اللعبة (عادةً لسلسلة بوكيمون؛ بوكيمون إمرلد، على سبيل المثال، كونه أخضر زمردي واضح). كما أنها متوافقة مع نينتندو دي أس ونينتندو دي أس لايت. تحتوي بعض الخراطيش المتقدمة على ميزات مدمجة، بما في ذلك ميزات الدمدمة، ومستشعرات الإمالة ومستشعرات الطاقة الشمسية.

## الإكسسوارات
يحتوي غيم بوي أدفانس، كما هو الحال مع العديد من الأنظمة الأخرى، على عدد من الإصدارات من ملحقات الطرف الأول وغير المرخصة.

### غيم بوي بلاير

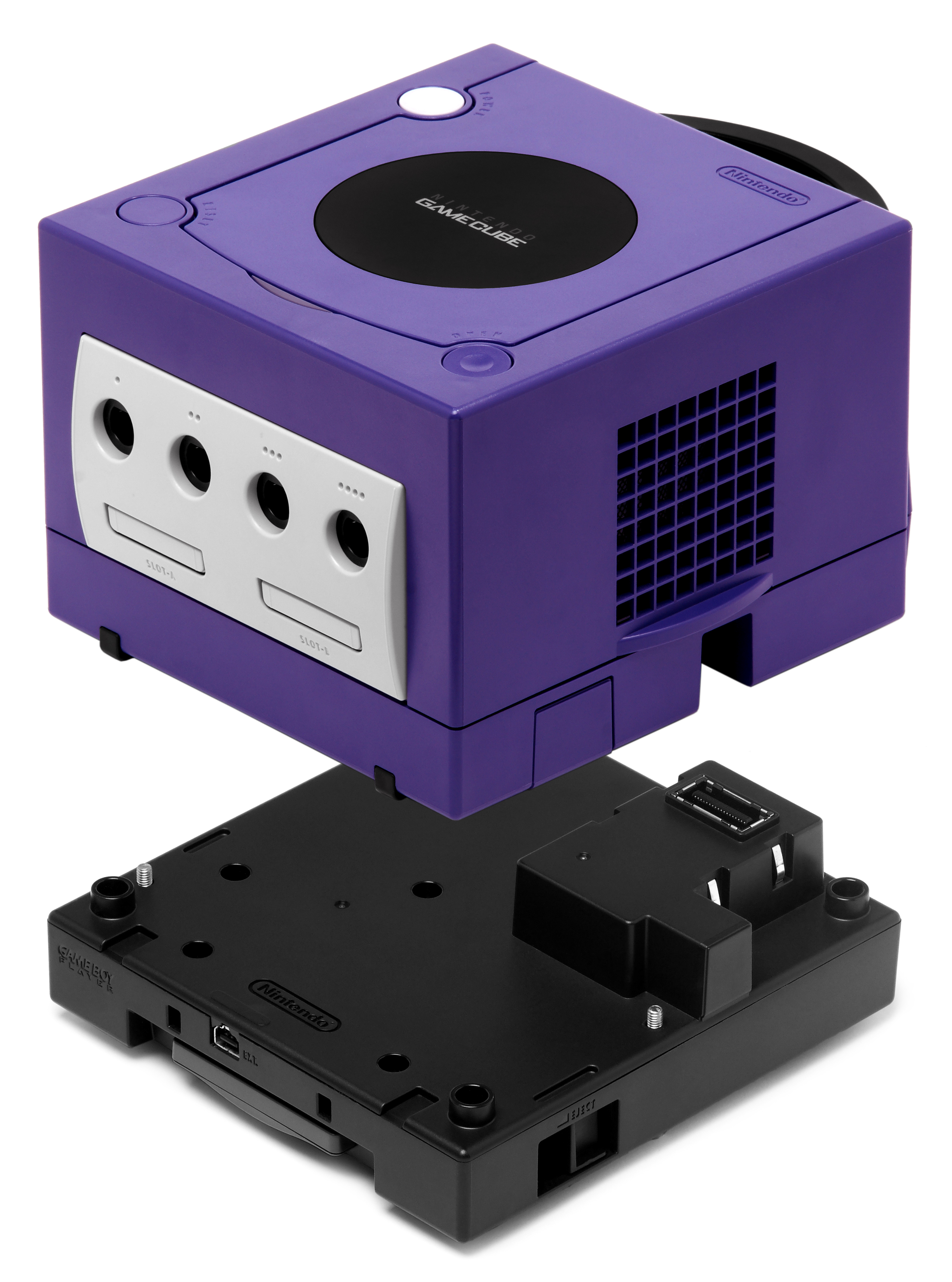
غيم بوي بلاير

غيم بوي بلاير (بالإنجليزية: Game Boy Player)‏ هو جهاز تم إصداره في 2003 بواسطة نينتندو لغيم كيوب والذي يمكّن خراطيش غيم بوي (على الرغم من تجاهل تحسينات سوبر غيم بوي)، أو خراطيش غيم بوي كولر أو غيم بوي أدفانس ليتم تشغيلها على التلفزيون. يتصل عبر المنفذ المتوازي عالي السرعة في الجزء السفلي من غيم كيوب ويتطلب استخدام قرص تمهيد للوصول إلى الجهاز. لا يستخدم غيم بوي بلاير محاكاة البرامج، ولكنه يستخدم بدلاً من ذلك أجهزة مادية مماثلة تقريبًا لتلك الموجودة في غيم بوي أدفانس.

## الميراث
يمكن لنينتندو دي أس ونينتندو دي أس لايت تشغيل مكتبة كبيرة من ألعاب غيم بوي أدفانس. ومع ذلك ، لا تحتوي أنظمة دي أس على موصل رابط لعبة غيم بوي أدفانس، وبالتالي لا يمكنها تشغيل ألعاب غيم بوي أدفانس متعددة اللاعبين (باستثناء القليل منها متعدد اللاعبين على غيم بوي أدفانس واحد) أو الارتباط بغيم كيوب. مثل غيم بوي مايكرو، لا يمكن لدي أس ودي أس لايت لعب ألعاب غيم بوي وغيم بوي كولر الأصلية. لا تحتوي نينتندو دي أس آي وجميع نسخ نينتندو 3دي أس على فتحة غيم بوي أدفانس.
تتوفر بعض الألعاب التي تم إصدارها للأنظمة المحمولة غيم بوي وغيم بوي كولر عبر خدمة فرتشول كونسول على نينتندو 3دي أس. كان يُعتقد أن ألعاب غيم بوي أدفانس كذلك بسبب عدم توافق 3DS، لكنها كانت مجرد ترجمة خاطئة. ومع ذلك، تم إصدار عشر ألعاب غيم بوي أدفانس لسفراء نينتندو 3دي أس، كما هو الحال في مالكي نينتندو 3دي أس الذين قاموا بتسجيل الدخول إلى متجر إي شوب قبل انخفاض الأسعار الرئيسي في أغسطس 2011. ميزات إصدارات غيم بوي أدفانس الافتراضية لفرتشول كونسول محدودة، ولا توجد خطط لإصدارها للجمهور. ومع ذلك، بدءًا من أبريل 2014، أصدرت نينتندو ألعاب غيم بوي أدفانس كعناوين فرتشول كونسول عبر نينتندو إي شوب لوي يو.